# Max Delbrück (Chemiker)

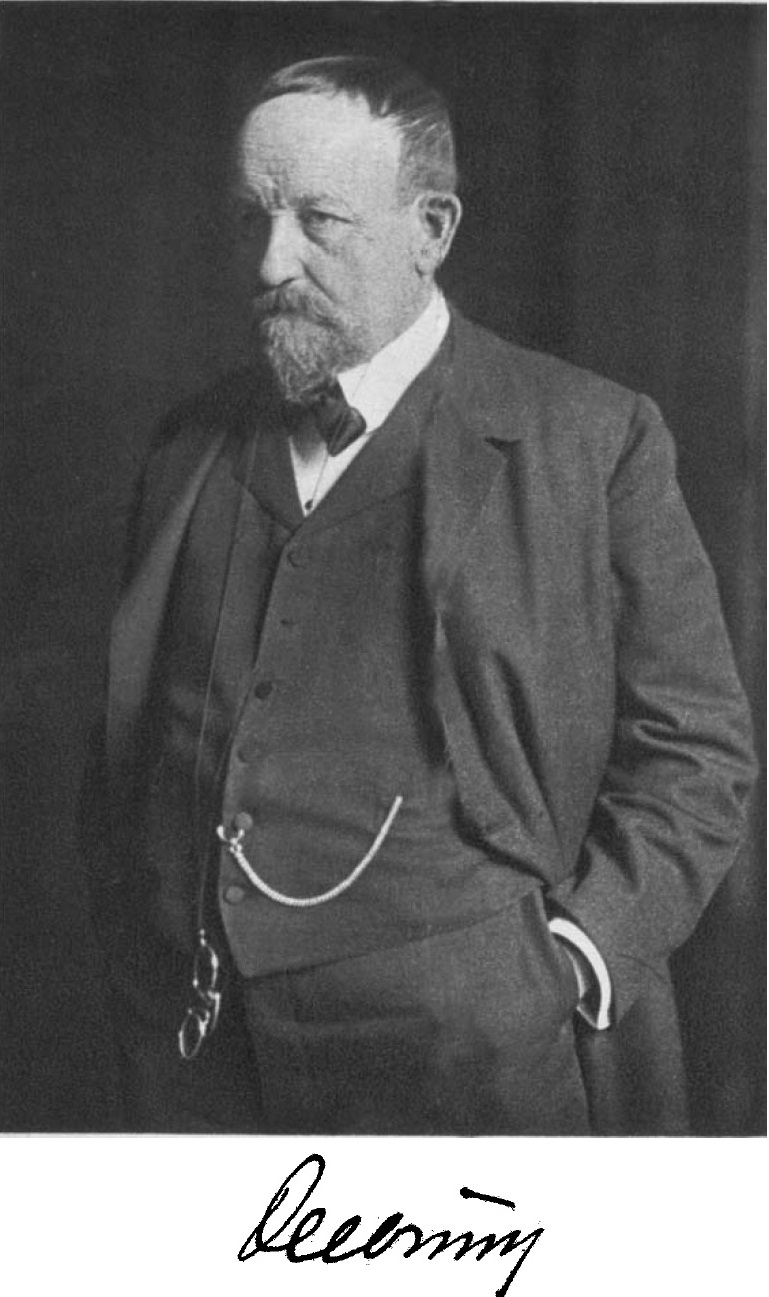
Max Delbrück

Max Emil Justus Delbrück (* 16. Juni 1850 in Bergen auf Rügen; † 4. Mai 1919 in Berlin-Wilmersdorf) war ein deutscher Bakteriologe, Gärungschemiker und Brauwissenschaftler.

## Leben
Delbrück entstammte der preußischen Delbrück-Familie von Gelehrten und Staatsdienern und ist ein jüngerer Bruder des Historikers Hans Delbrück. Der Biophysiker und Nobelpreisträger Max Delbrück ist sein Neffe.
Delbrück studierte an der Königlichen Gewerbeakademie Berlin und danach in Greifswald, wo er 1872 bei Heinrich Limpricht promovierte.

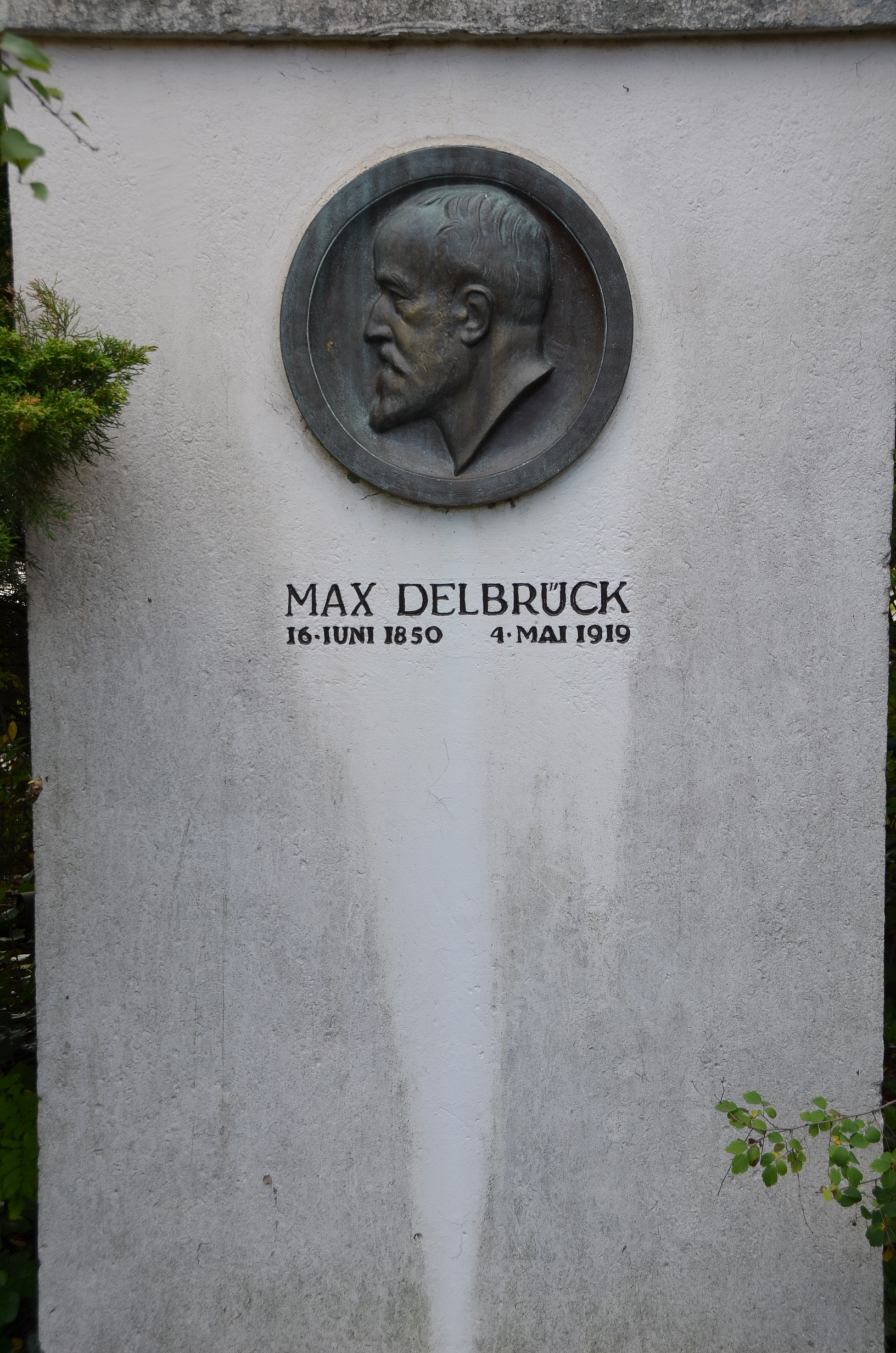
Delbrück-Denkmal vor der Preussischen Spirituosen Manufaktur

Danach war er Assistent von Max Maercker, Ordinarius für Agrikultur-Chemie an der Universität Halle und dort Leiter einer landwirtschaftlichen Versuchsanstalt, als Delbrück 1874 die Leitung der Versuchsanstalt des Verbandes der Spiritusfabrikanten Deutschlands (VLSF) in Berlin übertragen wurde. 1883 übernahm er auch die wissenschaftliche Leitung der neugegründeten Versuchs- und Lehranstalt für Brauerei (VLB). Außerdem wurde er von 1874 bis zu seinem Tod Wissenschaftlicher Direktor des Instituts für Gärungsgewerbe und Stärkefabrikation. Er errichtete eigene Versuchs- und Lehranlagen der VLSF und der VLB. 1885 gründete er die Maschinentechnische Abteilung und 1903 initiierte er den Studiengang zum Diplom-Braumeister. 1899 wurde er ordentlicher Professor an der Landwirtschaftlichen Hochschule und 1892 zum Mitglied der Gelehrtengesellschaft Leopoldina gewählt.
Seit 1877 war Delbrück Mitglied des Kaiserlichen Patentamtes in Berlin. Ab dem 1. Januar 1878 wurde er zusammen mit Max Maercker Herausgeber der Zeitschrift für Spiritusindustrie, mit Friedrich Hayduck die Tageszeitung für Brauerei mit der wissenschaftlichen Beilage Wochenschrift für Brauerei heraus.
Delbrücks wissenschaftliche Arbeiten betreffen insbesondere die Physiologie der Hefen und deren Anwendungen, auf die seine Forschungen einen großen Einfluss ausübten. Nach ihm ist das Milchsäure-Stäbchenbakterium Lactobacillus delbrueckii benannt, das gemeinsam mit obergärigen Hefen den Gärungsverlauf der Berliner Weisse prägt (siehe dazu Lactobacillus delbrueckii subsp. bulgaricus). Die zweite Spezies, die seinen Namen trägt, ist die Zuckerhefe Torulaspora delbrueckii, die ursprünglich als Saccharomyces delbrueckii benannt war.
Das Institut für Gärungsgewerbe und Stärkefabrikation (IfG) war ein Pionier der Biotechnologie, bewährt besonders durch die enge Zusammenarbeit von Praxis und Wissenschaft. Ab 1896 wurden dort Hefen und Milchsäurekulturen im industriellen Maßstab produziert.
Das Lehrerkollegium der landwirtschaftlichen Hochschule wählte Delbrück „zum Rektor der Hochschule für die Amtsperiode vom 1. April 1898 bis dahin 1900“; ihm wurde durch „Patent vom 21. März 1898 der Charakter als Geheimer Regierungsrath beigelegt“ und im Juni 1899 wurde er endlich zum „etatsmäßigen Professor an der landwirthschaftlichen Hochschule“ Berlin ernannt, nachdem er dort „seit 1881 als Hülfslehrer für Gährungschemie“ mit dem Titel „Professor“ tätig war.
Delbrücks Arbeitszimmer im IfG blieb bis zur Ausbombung 1943 erhalten. Mit dessen Zerstörung ging auch die Bibliothek der von ihm 1913 mitgegründeten Gesellschaft für Geschichte des Brauwesens verloren. 1913 initiierte er auch die Gründung der Gesellschaft für Geschichte und Bibliographie des Alkohols.
Delbrücks Institut wurde 1967 durch seinen Nachfolger Hanswerner Dellweg in Institut für Gärungsgewerbe und Biotechnologie zu Berlin (IfGB) umbenannt. Er war ebenfalls Gründer und Mitglied des Aufsichtsrates der 1919 auf Anregung von Georg Haase gegründeten Gerstenbaugesellschaft.
1918 verlieh ihm die TH München den Dr.-Ing. E. h.
Er war Mitglied des Berliner RSC-Corps Cimbria.
Sein Grab auf dem Friedhof Wilmersdorf in Berlin ist nicht erhalten worden.